# Gonzalo Restrepo Restrepo
Gonzalo Restrepo Restrepo (ur. 8 sierpnia 1947 w Urrao) – kolumbijski duchowny rzymskokatolicki, w latach 2010–2020 arcybiskup Manizales.

## Życiorys
Święcenia kapłańskie przyjął 1 czerwca 1974 i został inkardynowany do archidiecezji Medellín. Pracował przede wszystkim w seminarium archidiecezjalnym, był także związany z papieską uczelnią w Medellín.
12 grudnia 2003 papież Jan Paweł II mianował go biskupem pomocniczym archidiecezji Cali ze stolicą tytularną Munatiana. Sakry biskupiej udzielił mu 11 lutego 2004 abp Alberto Giraldo Jaramillo.
11 lipca 2006 został mianowany biskupem Girardoty, zaś 16 lipca 2009 otrzymał nominację na arcybiskupa koadiutora Manizales. Rządy w archidiecezji objął 7 października 2010.
6 stycznia 2020 papież przyjął jego rezygnację z pełnionego urzędu.